# 拜仁慕尼黑青年队
拜仁慕尼黑青年队（德語：Bayern München Juniorteam）简称拜仁青年队，是拜仁慕尼黑足球俱乐部青训系统的一部分，创立于1902年，於1995年改制，其愿景是为年青球员提供培训，使到俱乐部能夠长期延续在国际足坛上的重要地位。青年队由11个不同年龄的组别构成，共有26名培训师及170多位球员，其中年龄最小的在10岁以下。球队的阵容名单不常变动，而年轻球员则可通过训练改变他们的组别，表现优异的球员可以晋身拜仁二队或直接升入职业队。
球队制定有“人才日”，通过遍布世界各地的球探招揽有足球天赋的年轻人，并自2003年起开始与其它足球俱乐部开展青训合作。青年队每周训练六次，并参加各年龄组别相应的全国性赛事，所有组别均配备类似一线队的比赛装备。对于海外人才，俱乐部还在距离塞贝纳大街（Säbener Strasse）总部的不远处提供青年公寓，设有13个单间。
球队所培养出的一些知名球员包括欧文·哈格里夫斯、托马斯·希策尔斯佩格、菲利普·拉姆、托马斯·穆勒和巴斯蒂安·施魏因斯泰格，其现任部门总监为沃尔夫冈·德雷姆勒，体育主管为米夏埃尔·塔尔纳特。

## 纵览
拜仁青年队的愿景是为年轻球员提供培训，以使俱乐部能长期延续在国际足坛的重要地位，其使命是“成为最优秀的俱乐部青训系统”。队内现有170名球员、23名培训师、3名守门员教练、1名体能教练、8名理疗师和1名队医。青年队在11岁以上的组别通常使用4-4-2阵式，每一组别的阵容名单不常变动，孩子们将在此阵容中学习司职守门员、后卫、中场或前锋等位置，通常一名球员的位置训练不会超过2个。
球队还为来自海外的年轻球员提供住宿，名为“青年之家（Das Jugendhaus）”的青年公寓设于距离总部不远处的塞贝纳大街上，可以同时供最多14名球员寄宿。青年之家还配备1名职员，主要负责年轻球员的起居饮食，以及照顾他们各类大小的生活或心理问题。此外，还有多达8名兼职教师为年轻球员授课，以弥补其文化教育的差距。青年之家的底层也是青年队的办公室，并有一间供教练使用的会议室。

## 球探

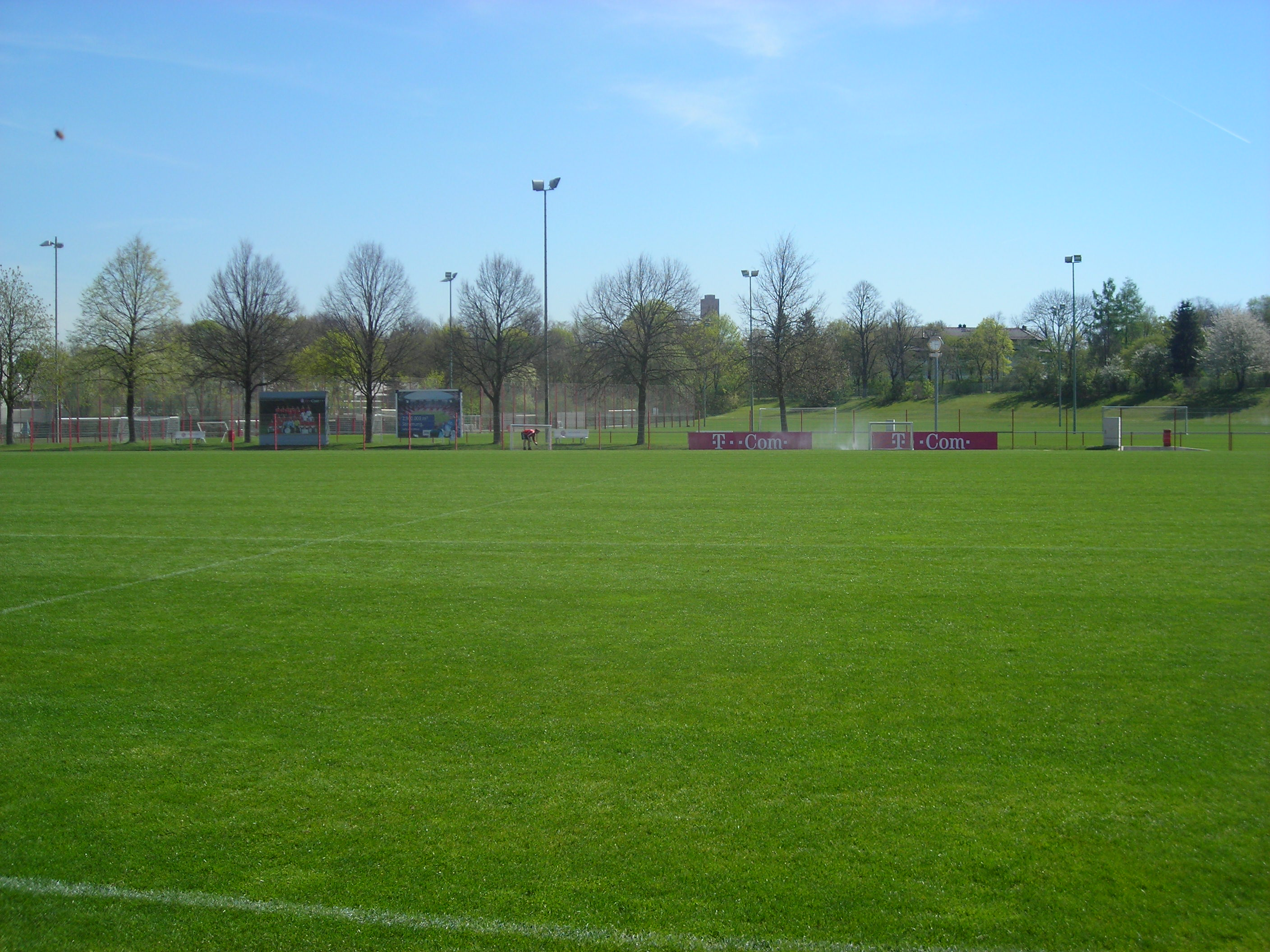
拜仁青年队设于塞贝纳大街的训练场地

拜仁青年队拥有遍及世界各地的球探，尽管大多数的人才搜寻任务都集中在距慕尼黑几小时车程的范围内。包括像希策尔斯佩格、克里斯蒂安·莱尔、安德列亚斯·奥特尔、目前一线队的成员拉姆、施魏因斯泰格、霍尔格·巴德施图伯和穆勒均来自慕尼黑或方圆70公里以内的城镇。
作为球队改制的一部分以及更好的发现年轻球员，拜仁青年队已经制定了“人才日”的活动计划，通常在周六及星期日举办，每次活动最多有500位孩童参加。人才筛选的模式是在一座小型足球场地进行五人制的足球比赛，球探会对参赛者的对抗能力、技术特点、盘带水平和比赛视野进行考察，平均每次会招收7名球员。人才日活动已经得到了全球范围内的关注，并吸引了来自德国各地以及奥地利、法国、意大利、埃及、斯洛文尼亚、斯洛伐克和澳大利亚的参加者。
自2003年起，拜仁慕尼黑已经与其它一些足球俱乐部开展合作，它们包括翁特哈兴、因戈尔施塔特、奥芬巴赫踢球者、乌尔姆、罗森海姆1860、兰茨胡特（SpVgg Landshut）、米尔贝茨霍芬（TSV Milbertshofen）和福斯滕费尔德布鲁克（SC Fürstenfeldbruck）。其中翁特哈兴、因戈尔施塔特、奥芬巴赫踢球者和乌尔姆为顶级合作伙伴；罗森海姆1860、兰茨胡特为区域合作伙伴；米尔贝茨霍芬和福斯滕费尔德布鲁克则为本地合作伙伴。拜仁感兴趣的球员并不会立即转会，它们会让球员在自身俱乐部和拜仁的青训营进行训练，并在相对“合适的时间”才完成转会。

## 知名球员

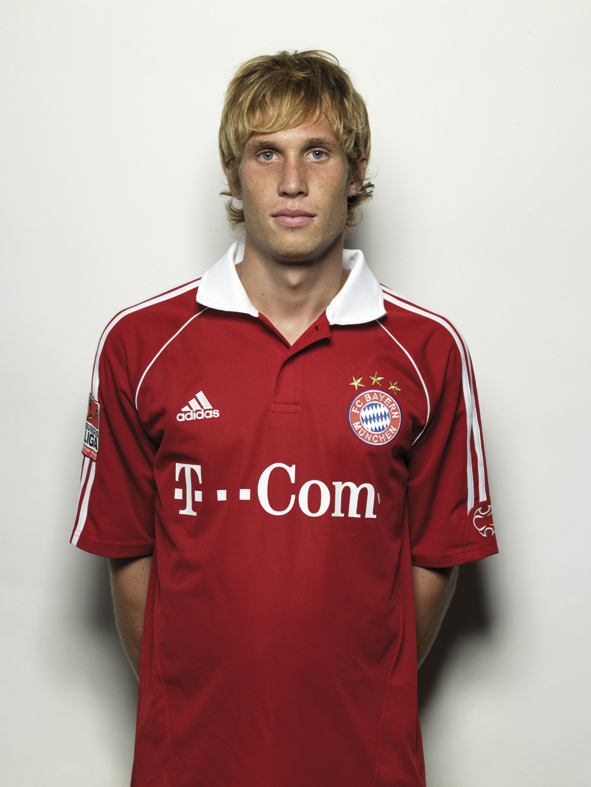
安德列亚斯·奥特尔是其中一位出自拜仁青年队的球员

| 球员                  | 加盟年份 | 一线队 效力年份 | 国家队 | 国家队 效力年份 |
| --------------------- | -------- | --------------- | ------ | --------------- |
| 马库斯·巴贝尔         | 1981     | 1991–2000       | 德国   | 1995–2000       |
| 迪特马尔·哈曼         | 1989     | 1993–1998       | 德国   | 1998–2005       |
| 欧文·哈格里夫斯       | 1997     | 2001–2007       | 英格兰 | 2001–2008       |
| 菲利普·拉姆           | 1995     | 2002–2017       | 德国   | 2004–2014       |
| 彼得·特罗霍夫斯基     | 1999     | 2002–2005       | 德国   | 2006 – 2010     |
| 克里斯蒂安·莱尔       | 1993     | 2003–2010       | –      | –               |
| 兹夫耶兹丹·米西莫维奇 | 2000     | 2003–2004       |        | 2004 – 2014     |
| 米夏埃尔·伦辛         | 2002     | 2003–2010       | –      | –               |
| 托马斯·希策尔斯佩格   | 1989     | –               | 德国   | 2004 – 2010     |
| 巴斯蒂安·施魏因斯泰格 | 1998     | 2003 – 2015     | 德国   | 2004 –2016      |
| 荷西·保羅·古里路      | 2002     | 2004–2006       | 秘魯   | 2005 –          |
| 安德列亚斯·奥特尔     | 1996     | 2005–2011       | –      | –               |
| 托尼·克罗斯           | 2006     | 2007 – 2014     | 德国   | 2010 – 2021     |
| 托马斯·穆勒           | 2000     | 2008 –          | 德国   | 2010 –          |
| 霍尔格·巴德施图伯     | 2002     | 2009 – 2017     | 德国   | 2010 –          |
| 大卫·阿拉巴           | 2008     | 2010 –          | 奥地利 | 2009 –          |
| 迭戈·孔滕托           | 1995     | 2010 – 2014     | 德国   | –               |

## 荣誉
- 19岁以下德甲联赛冠军：2001、2002、2004
- 17岁以下德甲联赛冠军：1989、1997、2001、2007
- 19岁以下南部/西南部德甲联赛冠军：2004、2007、2012、2013
- 17岁以下南部/西南部德甲联赛冠军：2009
- 南德19岁以下冠军赛冠军：1950、1954
- 南德15岁以下冠军赛冠军：1982、1985、1987、1990、1991
- 巴伐利亚19岁以下联赛冠军：1950、1954、1966、1972、1973、1981、1985、1987、1991、1992、1994、1995、1996
- 巴伐利亚17岁以下联赛冠军：1976、1978、1983、1985、1986、1988、1989、1993、1994、1997、1998、2000
- 巴伐利亚15岁以下联赛冠军：1975、1978、1982、1985、1987、1990、1991、1994、1995、2007、2009